# US Monastir (Basketball)
Die Basketballabteilung des tunesischen Mehrspartensportvereins Union Sportive Monastirienne (arabisch الاتحاد المنستيري, DMG al-Ittiḥād al-Munastīrī) gilt als das sportliche Aushängeschild des Klubs. Beheimatet in der Hafenstadt Monastir, entwickelte sich das Team zu einer der erfolgreichsten Mannschaften im tunesischen Basketball und machte sich auch auf afrikanischer Ebene einen Namen, insbesondere durch den Gewinn der Basketball Africa League.

## Erfolge
| National | International |
| --- | --- |
| - Tunesische Meisterschaft (9) - Meister: 1998, 2000, 2005, 2019, 2020, 2021, 2022, 2023, 2024 - Vizemeister: 2018, 2025 - Tunesischer Landespokal (6) - Sieger: 2000, 2020, 2021, 2022, 2023, 2025 - Finalist: 1992, 1998, 1999, 2001, 2005, 2015, 2016, 2017, 2019, 2024 - Tunesischer Supercup (1) - Sieger: 2024 - Finalist: 2005, 2023 - Ligapokal (1) - Pokalsieger: 2012 | - Basketball Africa League (1) - Sieger: 2022 - Finalist: 2021 - FIBA Afrikanische Champions League (0) : - Bronzemedaille: 2017 - Arabischer Pokal der Landesmeister (0) : - Bronzemedaille: 2019 - Nordafrikanischer Pokal (1) : - Sieger: 2012 |

## Rivalitäten
Die größte Rivalität von US Monastir besteht im Sahel-Derby gegen Étoile Sportive du Sahel. Die Städte Sousse und Monastir liegen etwa 20 Kilometer voneinander entfernt.
Darüber hinaus hat sich in den letzten Jahren eine sportliche Rivalität mit dem Hauptstadtverein Club Africain entwickelt.